# Vadim Ioussov
Vadim Ivanovitch Ioussov (en russe : Вадим Иванович Юсов) est un directeur de la photographie soviétique et russe, ainsi qu'un professeur à l'Institut de cinéma Guerassimov, né le 20 avril 1929 dans le village de  Klavdino (oblast de Léningrad, Union soviétique), et mort le 23 août 2013  à Nijni Novgorod (oblast de Nijni Novgorod, Russie),,. Il est récompensé par le titre d'artiste du peuple de la RSFSR en 1979.

## Biographie
En 1954, Vadim Ioussov sort diplômé de l'Institut national de la cinématographie et est directeur de la photographie en 1957. Il invente plusieurs dispositifs pour des prises de vue spécifiques et innove par de nouveaux mouvements de caméra. Ioussov est devenu un modèle pour de nombreux opérateurs.
Sa première œuvre majeure est Le Rouleau compresseur et le Violon (1961), le premier film d'Andreï Tarkovski. Ce travail marque le début d'une collaboration avec le grand réalisateur. Il signe ensuite les images intensément dramatiques de L'Enfance d'Ivan en 1962, l'admirable photo, en noir et blanc, d'Andreï Roublev en 1966, puis Solaris en 1972.
Il travaille également avec Gueorgui Danielia pour les trois comédies Je m'balade dans Moscou (1963), Ne sois pas triste (1969) et Le Garçon perdu (1973) et pour la coproduction franco-soviétique Passeport en 1989.
Pour Sergueï Bondartchouk, il signe la photo de deux épopées historiques, Ils ont combattu pour la patrie (1975) et les Cloches rouges (1982) ainsi que Boris Godounov en 1986.
En 1980, il signe les images du feuilleton télévisé réalisé par Lev Koulidjanov, les Années de jeunesse de Karl Marx récompensé par un prix Lénine.
Il remporte le prix de la meilleure photographie à la Mostra de Venise 1988 pour ses images raffinées du film Le Moine noir (Chyornyy monakh), d'Ivan Dykhovitchny,.
Il est membre du jury au Festival de Cannes 1984 et à celui de la Berlinale 1995.
Il enseigne à l'Institut national de la cinématographie (VGIK) à Moscou.
Vadim Ioussov était marié avec l'ingénieur du son Inna Zelentsova. Il meurt d'une crise cardiaque en août 2013 et sera enterré au cimetière de Novodevitchi.

## Filmographie
- Le Rouleau compresseur et le Violon (1960), réalisé par Andreï Tarkovski
- L'Enfance d'Ivan (1962), réalisé par Andreï Tarkovski
- Je m'balade dans Moscou (1963), réalisé par Gueorgui Danielia
- Andreï Roublev (1966), réalisé par Andreï Tarkovski
- Ne sois pas triste (1969), réalisé par Gueorgui Danielia
- Solaris (1972), réalisé par Andreï Tarkovski
- Le Garçon perdu (Sovsem propachtchi) (1973), réalisé par Gueorgui Danielia
- Meurtre à l'anglaise (Chisto angliyskoe ubiystvo) (1974); réalisé par Samson Samsonov
- Ils ont combattu pour la patrie (1975), réalisé par Sergei Bondarchuk
- Yuliya Vrevskaya (1978), réalisé par Nikola Korabov
- Les Cloches rouges (1982), réalisé par Sergei Bondarchuk
- Les Cloches rouges 2 (1983), réalisé par Sergei Bondarchuk
- Boris Godounov (1986), réalisé par Sergei Bondarchuk
- Le Moine noir (1988), réalisé par Ivan Dykhovichny
- Pasport (1990), réalisé par Gueorgui Danielia
- Parade de Moscou (1992), réalisé par Ivan Dykhovichny
- Anna 6-18 (1993), réalisé par Nikita Mikhalkov
- Out of the Present (1995), réalisé par Andrei Ujică
- Un kopeck (Kopeyka) (2002), réalisé par Ivan Dykhovichny

## Prix et honneurs
Prix
- 1988 : Venise : Prix Osella du Meilleur directeur de la photographie pour Le Moine noir (Chyornyy monakh) (1988)
- 1992 : Moscou : Nika du Meilleur directeur de la photographie pour Le Moine noir (Chyornyy monakh) (1988)
- 1993 : Moscou : Nika du Meilleur directeur de la photographie pour Prorva (1992)
- 2013 : Aigle d'or pour sa contribution exceptionnelle au cinéma mondial («За выдающийся вклад в мировой кинематограф»)

Honneurs
- 1979 : Artiste du peuple de la RSFSR
- 1982 : Prix Lénine
- 1984 : Prix d'État de l'URSS
- 1993 : Ordre du Mérite pour la Patrie de la IVe classe
- 2010 : Ordre de l'Honneur